# Marco Da Villa
Marco Da Villa (Venise, 30 mai 1975) est un homme politique italien.

## Biographie
En 2013, il est élu député de la circonscription Vénétie 2 pour le Mouvement 5 étoiles.